# Oberhof (Szwajcaria)
Oberhof – gmina w Szwajcarii, w kantonie Argowia, w okręgu Laufenburg. Leży w regionie Fricktal. Liczy 603 mieszkańców (31 grudnia 2016).